# S/2006 S 3
S/2006 S 3 е естествен спътник на Сатурн. Откритието му е обявено от астрономите Скот Шепърд, Дейвид Джуит, Ян Клайн и Брайън Марсдън на 26 юни 2006, след наблюдения направени между януари и април 2006. S/2006 S 3 е с диаметър около 6 км и орбитира около Сатурн на средна дистанция 21,076.3 млн. мили за 1142.366 дни, при инклинация 150.8° към еклиптиката в ретроградно направление с ексцентрицитет 0.4710.